# Stephanie Soares
Stephanie Carmem Soares (San Paolo, 17 aprile 2000) è una cestista brasiliana.

## Carriera
È stata selezionata dalle Dallas Wings al primo giro del Draft WNBA 2023 (4ª scelta assoluta).
Con il Brasile ha disputato i Giochi panamericani di Lima 2019.